# Phytocoris breviusculus
Phytocoris breviusculus är en insektsart som beskrevs av Reuter 1876. Phytocoris breviusculus ingår i släktet Phytocoris och familjen ängsskinnbaggar. Inga underarter finns listade i Catalogue of Life.